# Грачи (Астраханская область)
Грачи — село в Енотаевском районе Астраханской области, административный центр и единственный населённый пункт муниципального образования «Грачёвский сельсовет».

## История
В 1764 году государственная военная коллегия России предписала для поселения казаков отвести земли на правом берегу Волги, вверх от Астрахани до Черного Яра.
Первоначально военное поселение или станица Грачёвская (Грачевская), Астраханского казачьего войска основана в 1764—1765 годах (1765—1766 г.г.) по рескрипту императрицы Екатерины Второй для защиты Московского почтового тракта. Станица получила название по речке Грачёвке, которая, в свою очередь, по грачёвнику — лесу, занятому колонией грачей.
Административно являлась центром Грачёвской волости, входящей в Енотаевский уезд Астраханской губернии. Близ станицы был рыбный промысел.
На конец XIX века в станице было: жителей, обоего полу 2 102 человека, дворов 350, две церкви, училище с 103 учащимися, больница, хлебный магазин, 7 лавок, две кузницы, 19 ветряных мельниц, проводились три ярмарки.

## Население
| 2002 | 2010 | 2012 | 2013 | 2014 | 2015 | 2016 |
| ---- | ---- | ---- | ---- | ---- | ---- | ---- |
| 722  | ↘629 | ↘618 | ↘602 | ↘598 | ↘587 | →587 |
| 2017 | 2018 | 2019 | 2020 | 2021 |      |      |
| ↗589 | ↘577 | ↘570 | ↘562 | ↗616 |      |      |

| Национальность | Численность (2010) | Процент |
| -------------- | ------------------ | ------- |
| Русские        | 399                | 62,8%   |
| Корейцы        | 52                 | 8,2%    |
| Даргинцы       | 44                 | 6,9%    |
| Казахи         | 43                 | 6,8%    |
| Чеченцы        | 36                 | 5,7%    |
| Калмыки        | 28                 | 4,4%    |
| Аварцы         | 10                 | 1,6%    |
| Татары         | 4                  | 0,6%    |
| Узбеки         | 4                  | 0,6%    |
| Чуваши         | 4                  | 0,6%    |
| Не указана     | 11                 | 1,7%    |
| Всего          | 635                | 100%    |

## География
Село находится на правом берегу реки Волги в 91 км на север от села Енотаевка. На территории муниципального образования «Грачевский сельсовет» имеется много озёр и ериков, в декабре озера и речка «Грачевка» покрываются льдом, вскрываются в марте. В суровые зимы толщина льда составляет 50 см и более. Весенний ледоход продолжается около двух недель, неустойчивая с резкими колебаниями температура воздуха, морозы достигают до 40 градусов мороза, часто чередуются с оттепелями, снежный покров неустойчив. Весна короткая, малооблачная, сухая. Температура воздуха в апреле достигает 10—12 градусов. Наблюдаются сильные ветры и пыльные бури. Лето жаркое и сухое, дневная температура достигает 27 градусов тепла, в жаркие дни до 50 градусов тепла.

## Экономика
Основные отрасли экономики — это сельское хозяйство. Промышленности на территории сельсовета нет, разработанных минерально-сырьевых источников нет.

### Учреждения
- На территории села имеется сеть учреждений социально-культурного назначения: муниципальное общеобразовательное учреждение «Основная общеобразовательная школа с. Грачи» с входящим в состав школы дошкольным учреждением.
- Фельдшерско-акушерский пункт.
- Муниципальное учреждение «Грачёвский сельский дом культуры».
- Сельская библиотека.
- Церковь Донской иконы Божией Матери.

## Известные уроженцы
- Бирюков, Иван Алексеевич — генерал-майор, атаман Астраханского казачьего войска.
- Аблязов, Фахрутдин Рахматгалиевич  — Герой Советского Союза, командир стрелкового отделения 904-го стрелкового полка 245-й стрелковой дивизии 59-й армии 1-го Украинского фронта РККА ВС Союза ССР.

## Фотогалерея
- Грачи. Подъезд к селу.
- Вид на село с трассы «М-6».
- Вид на село.